# Крстаче
Крстаче су насељено мјесто у општини Билећа, Република Српска, БиХ. Према попису становништва из 1991. у насељу је живјело 36 становника. На попису становништва 2013. године, према подацима Агенције за статистику Босне и Херцеговине пописано је 0 становника.

## Географија
Насеље Крстаче се налази на простору Ситничке висоравни, између Билеће и Љубиња. Одликује се бројним брдима од којих ниједно не прелази висину од 450 метара, између тих брда смијештене су многе увале, долине и вртаче.

## Становништво
| Националност       | 1991. | 1981. | 1971. | 1961. |
| Срби               | 36    | 31    |       |       |
| остали и непознато |       |       |       |       |
| Укупно             | 36    | 31    | '     | '     |

| Демографија | Демографија | Демографија |
| Година      | Становника  | Становника  |
| ----------- | ----------- | ----------- |
| 1948.       | 2.240       |             |
| 1961.       | 114         |             |
| 1971.       | 75          |             |
| 1981.       | 31          |             |
| 1991.       | 36          |             |